# Janusz Kołacki
Janusz Kołacki (ur. 7 maja 1959) – polski żużlowiec.
Sport żużlowy uprawiał w latach 1976–1982 w barwach klubu Wybrzeże Gdańsk, największy sukces odnosząc w 1978 r., w którym gdańscy żużlowcy zdobyli tytuł drużynowego wicemistrza Polski. 
Dwukrotnie zdobył srebrne medale młodzieżowych drużynowych mistrzostw Polski (1978, 1980). Dwukrotnie startował w finałach młodzieżowych indywidualnych mistrzostw Polski (1979 – VIII miejsce, 1981 – XVI miejsce), był również finalistą młodzieżowych mistrzostw Polski par klubowych (1980 – IV miejsce). Czterokrotnie startował w finałach turniejów o Brązowy Kask (najlepsze wyniki: VIII miejsca w latach 1977 i 1978).